# Hécourt (Oise)
Hécourt é uma comuna francesa na região administrativa de Altos da França, no departamento de Oise. Estende-se por uma área de 7,47 km². Em 2010 a comuna tinha 156 habitantes (densidade: 20,9 hab./km²).